# Osiek (powiat wejherowski)
Osiek (dodatkowa nazwa w j. kaszub. Òsek) – wieś kaszubska w Polsce położona w województwie pomorskim, w powiecie wejherowskim, w gminie Linia na obszarze pradoliny rzeki Łeby.
Pomiędzy 1945-1954 miejscowość administracyjnie należała do województwa gdańskiego, powiatu lęborskiego, gminy Rozłazino.
W latach 1975–1998 miejscowość należała administracyjnie do województwa gdańskiego.
Inne miejscowości o nazwie Osiek: Osiek
Do niedawna we wsi stała figura Jablóna, kaszubskiego demona, która obecnie zastąpiona została figurą "Chrystusa króla". 